# Bulbophyllum sarcodanthum
Bulbophyllum sarcodanthum är en orkidéart som beskrevs av Rudolf Schlechter. Bulbophyllum sarcodanthum ingår i släktet Bulbophyllum och familjen orkidéer. Inga underarter finns listade i Catalogue of Life.